# Fairview (Kentucky)
Fairview è un census-designated place (CDP) degli Stati Uniti d'America, situato nello stato del Kentucky, diviso tra la contea di Christian e la contea di Todd.